# Caron Butler
James Caron Butler (13 de março de 1980) é um treinador norte-americano de basquete profissional que atualmente é o assistente do Miami Heat da National Basketball Association.
Durante 14 anos de carreira, ele jogou pelo Heat, Los Angeles Lakers, Washington Wizards, Dallas Mavericks, Los Angeles Clippers, Milwaukee Bucks, Oklahoma City Thunder, Detroit Pistons e Sacramento Kings. Butler foi selecionado duas vezes para o All-Star Game e foi o Jogador do Ano da Big East Conference de 2002, enquanto jogava pela Universidade de Connecticut.

## Início da vida
Butler nasceu e cresceu em Racine, Wisconsin, onde teve uma infância difícil; ele era um traficante aos 12 anos e foi preso 15 vezes antes dos 15 anos. Butler descobriu seu amor pelo basquete enquanto estava em um centro de detenção juvenil. 
Depois de uma breve carreira na Racine Park High School, ele se matriculou no Maine Central Institute, onde foi bem sucedido o suficiente para receber uma bolsa de estudos para frequentar a Universidade de Connecticut.

## Carreira universitária
Em Connecticut, Butler perdeu 6,8 kg e desenvolveu seu arremesso de perímetro. Como calouro, Butler liderou a equipe na pontuação e em rebote com 15,3 pontos e 7,6 rebotes, respectivamente. No verão seguinte à sua temporada de calouro, ele participou da Equipe dos EUA que ganhou o ouro da Campeonato Mundial de Sub-21 da FIBA.
Butler teve uma temporada ainda melhor em seu segundo ano quando teve médias de 20,3 pontos e 7,5 rebotes e levou os Huskies aos títulos da temporada regular e do torneio da Big East, sendo foi nomeado MVP no processo. Ele foi nomeado Co-Jogador do Ano da Big East (juntamente com Brandin Knight de Pittsburgh) e foi eleito para a Segunda-Equipe All-American. Butler levou os Huskies ao Elite 8 do Torneio da NCAA mas eles perderam para Maryland. Após o fim da temporada, Butler se declarou para o Draft da NBA.

## Carreira como jogador

### Miami Heat (2002-2004)
Butler foi selecionado pelo Miami Heat como a 10ª escolha geral no Draft da NBA de 2002.
Em sua temporada de novato, Butler foi titular em todos os 78 jogos que jogou e teve médias de 15,4 pontos, 5,1 rebotes e terminou em 8º na liga em roubos com 1,8. Apesar de Miami ter vencido apenas 25 jogos e não ter ido para os playoffs, Butler provou ser um novato notável, ganhando quatro vezes o Prêmio de Novato do Mês durante a temporada. No final da temporada, Butler também seria nomeado para a Primeira-Equipe de Novatos da NBA.
Na temporada de 2003-04, Butler lutou com lesões ao longo da temporada e foi titular em apenas 56 dos 68 jogos. Sua média de pontuação caiu para 9,2 pontos, mas o ataque equilibrado de Miami liderado por Dwyane Wade, Lamar Odom e Eddie Jones impulsionou Miami para os playoffs. Na primeira rodada, o Heat enfrentou o New Orleans Hornets e ganhou a série no Jogo 7 com Butler registrando 23 pontos e 9 rebotes. Na rodada seguinte, apesar dos 21 pontos e 10 rebotes de Butler no Jogo 6, o Heat foi eliminado pelo Indiana Pacers. 
Após essa temporada, Miami decidiu mudar o elenco e trocou Butler, Odom e Brian Grant para o Los Angeles Lakers em troca do superstar Shaquille O'Neal.

### Los Angeles Lakers (2004-2005)
Os Lakers tinham sido um candidato ao título mas agora estavam em modo de reconstrução. Butler foi titular em todos os seus 77 jogos da temporada de 2004-05 e teve média de 15,5 pontos. No entanto, os Lakers tiveram dificuldades com lesões, tiveram uma mudança de treinador no meio da temporada e não conseguiram chegar aos playoffs. 
Mais uma vez, a pós-temporada significava que Butler seria trocado. Dessa vez ele foi para o Washington Wizards, junto com Chucky Atkins, em troca de Kwame Brown e Laron Profit.

### Washington Wizards (2005-2010)

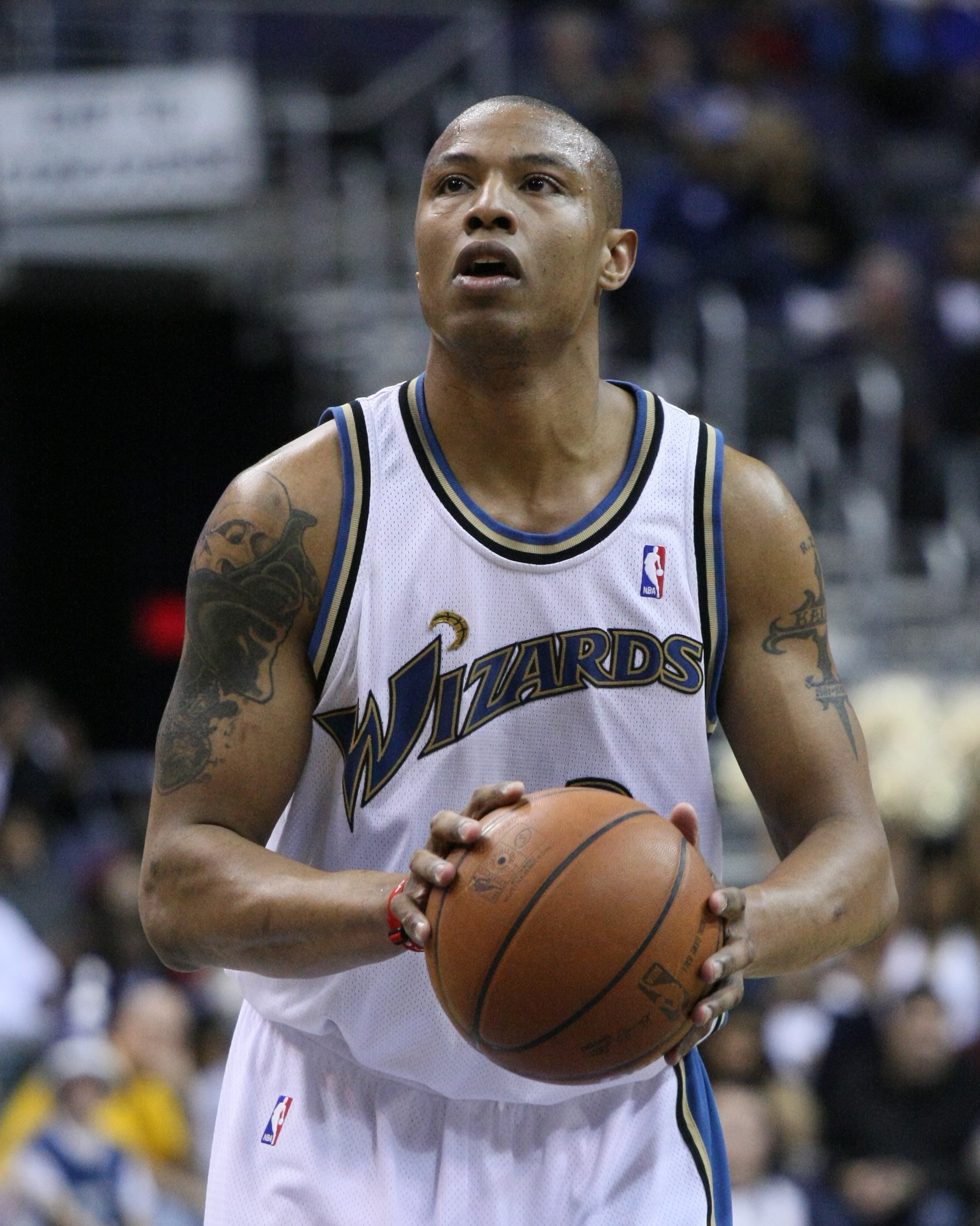
Butler fazendo um lance livre em abril de 2009

Ao chegar em Washington, Butler assinou um contrato de 5 anos e 46 milhões de dólares com a equipe. Ele se tornou parte do novo "Big 3" de Washington, um trio formado por Gilbert Arenas e Antawn Jamison. Butler foi apelidado de "Tough Juice" pelo técnico Eddie Jordan por seu jogo agressivo de 20 rebotes na derrota para o Cleveland Cavaliers de LeBron James.
Butler foi nomeado Jogador da Semana da Conferência Leste de 15 a 21 de janeiro de 2007. Ele teria sua melhor temporada até agora, registrando suas médias mais altas da carreira em rebotes, assistências e pontos. Ele também foi nomeado como reserva do All-Star Game de 2007. No entanto, ele quebrou a mão e foi forçado a ficar de fora durante os playoffs junto com o Gilbert Arenas enquanto os Wizards eram varridos pelos Cavaliers.
Butler, que foi afastado com uma lesão no quadril, foi selecionado como reserva do All-Star Game da NBA de 2008. Devido à lesão, ele perdeu 20 dos últimos 35 jogos dos Wizards na temporada. Butler retornou à escalação em 13 de março (seu 28º aniversário), quando os Wizards receberam os Cavaliers. Ele registrou 19 pontos e cinco rebotes em 41 minutos jogados na vitória por 101-99.

### Dallas Mavericks (2010-2011)
Em 13 de fevereiro de 2010, Butler, junto com Brendan Haywood e Deshawn Stevenson, foi negociado com o Dallas Mavericks por Josh Howard, Drew Gooden, James Singleton e Quinton Ross. Os Mavericks se classificaram para os playoffs da NBA de 2010 como a segunda melhor campanha na Conferência Oeste, mas foram derrotados em seis jogos pelo San Antonio Spurs na primeira rodada.
Em 4 de janeiro de 2011, Butler foi descartado para o resto da temporada de 2010-11 após passar por uma cirurgia para reparar um tendão patelar direito rompido. Os Mavericks derrotaram o Miami Heat por 4-2 nas Finais da NBA de 2011 para conquistar seu primeiro título da NBA.

### Los Angeles Clippers (2011-2013)
Em 9 de dezembro de 2011, Butler assinou um contrato de três anos e US$ 24 milhões com o Los Angeles Clippers. Durante suas duas temporadas como titular dos Clippers, ele ajudou a equipe a chegar aos playoffs.

### Milwaukee Bucks (2013-2014)
Em 10 de julho de 2013, Butler, junto com Eric Bledsoe, foi negociado com o Phoenix Suns em uma troca de três equipes que tambem envolveu o Milwaukee Bucks.
Em 29 de agosto de 2013, os Suns trocaram Butler para o Milwaukee Bucks por Ish Smith e Viacheslav Kravtsov. Butler jogou 34 jogos e teve média de 11,0 pontos.

### Oklahoma City Thunder (2014)
Em 1º de março de 2014, Butler assinou com o Oklahoma City Thunder.
Ele terminou a temporada tendo jogado em 22 jogos da temporada regular e 17 de playoff, sendo eliminado nas Finais da Conferência Oeste onde foram derrotados pelo San Antonio Spurs.

### Detroit Pistons (2014-2015)
Em 15 de julho de 2014, Butler assinou com o Detroit Pistons em um contrato de dois anos e 9 milhões de dólares.
Em 11 de junho de 2015, Butler foi negociado, juntamente com Shawne Williams, para o Milwaukee Bucks em troca de Ersan İlyasova. No entanto, ele foi dispensado pelos Bucks em 30 de junho de 2015.

### Sacramento Kings (2015-2016)
Em 23 de julho de 2015, Butler assinou com o Sacramento Kings. Ele recebeu minutos mínimos durante a temporada de 2015-16 e fez apenas 17 jogos com médias de 3,7 pontos e 1,3 rebotes.
Em 21 de junho de 2016, Butler renovou seu contrato com os Kings para a temporada de 2016-17. No entanto, ele foi dispensado pelos Kings em 4 de julho de 2016.

### Aposentadoria
Butler anunciou sua aposentadoria em 6 de fevereiro de 2018.

## Carreira como treinador
Em 14 de novembro de 2020, o Miami Heat anunciou que havia contratado Butler como assistente técnico.

## Outras atividades
Em 2015, Butler lançou uma autobiografia intitulada Tuff Juice: My Journey from the Streets to the NBA. Em 2019, Mark Wahlberg assinou contrato como produtor executivo da biografia de Butler de mesmo nome.
Em 2017, ele participou do Global Mixed Gender Basketball (GMGB), que é a primeira liga profissional de basquete a apoiar o jogo unificado entre homens e mulheres, como comentarista. Ele também possui uma equipe na recém-desenvolvida liga conhecida como Wisconsin Cheeseheads.
Também em 2017, Butler ingressou na ESPN como analista de basquete universitário e da NBA. Em 2018, Butler ingressou na FS1 como analista da NBA.

## Vida pessoal
Depois que foi enviado para uma instituição juvenil, Butler começou a mudar sua vida lendo versículos bíblicos. Butler falou sobre isso dizendo: "Deus coloca coisas na sua frente por uma razão. Deus pôs as mãos na minha vida. Deus disse: 'Eu vou tocar em você para que você possa tocar os outros."
Butler tem o hábito de mastigar canudos do McDonald's. Enquanto jogava pelo Washington Wizards, ele tinha um vício em Mountain Dew. Ele disse que bebia seis refrigerantes por dia e acordava no meio da noite para tomar um. Em sua autobiografia intitulada Tuff Juice: My Journey from the Streets to the NBA, ele afirma que os companheiros de equipe, ou seja, Kobe Bryant, tentaram conter seu vício. Butler afirmou que ainda luta com seu vício até hoje.
Butler participou de uma festa surpresa de aniversário para Anthony Fadel, um jovem de 16 anos de Washington, D.C. A festa foi realizada em maio de 2007 e o evento foi relatado principalmente por blogs na internet, uma vez que o Wizards propositalmente não cobriu o evento para preservar a sinceridade do gesto de Butler.
Depois de trabalhar no Burger King em sua juventude, Butler agora possui seis dos restaurantes de fast-food nos Estados Unidos. Ele teve aulas de Gestão de Negócios na Universidade Duke.
Butler é filho de Mattie Claybrook Paden. Seu pai o deixou quando ele nasceu para se juntar aos fuzileiros. Sua mãe casou-se com Melvin e ele tem um irmão mais novo chamado Melvin III.
Caron e Andrea Pink Butler se conheceram no programa de verão da UConn. Após o segundo ano, eles viajaram para Las Vegas e se casaram. Butler tem uma filha e um filho de um relacionamento anterior. Com a esposa Andrea, ele tem outras três filhas.

## Estatísticas

### Temporada regular
| Ano      | Equipe        | PJ  | PT  | MPP  | %TC  | %3P  | %TL  | RPP | APP | ROB | TPP | PPP  |
| -------- | ------------- | --- | --- | ---- | ---- | ---- | ---- | --- | --- | --- | --- | ---- |
| 2002-03  | Miami         | 78  | 78  | 36.6 | .416 | .318 | .824 | 5.1 | 2.7 | 1.8 | .4  | 15.4 |
| 2003-04  | Miami         | 68  | 56  | 29.9 | .380 | .238 | .756 | 4.8 | 1.9 | 1.1 | .2  | 9.2  |
| 2004-05  | L.A. Lakers   | 77  | 77  | 35.7 | .445 | .304 | .862 | 5.8 | 1.9 | 1.4 | .3  | 15.5 |
| 2005-06  | Washington    | 75  | 54  | 36.1 | .455 | .342 | .870 | 6.2 | 2.5 | 1.7 | .2  | 17.6 |
| 2006-07  | Washington    | 63  | 63  | 39.3 | .463 | .250 | .863 | 7.4 | 3.7 | 2.1 | .3  | 19.1 |
| 2007-08  | Washington    | 58  | 58  | 39.9 | .466 | .357 | .901 | 6.7 | 4.9 | 2.2 | .3  | 20.3 |
| 2008-09  | Washington    | 67  | 67  | 38.6 | .453 | .310 | .858 | 6.2 | 4.3 | 1.6 | .3  | 20.8 |
| 2009-10  | Washington    | 47  | 47  | 39.4 | .422 | .263 | .877 | 6.7 | 2.3 | 1.4 | .3  | 16.9 |
| 2009-10  | Dallas        | 27  | 27  | 34.4 | .440 | .340 | .760 | 5.4 | 1.8 | 1.8 | .3  | 15.2 |
| 2010-11  | Dallas        | 29  | 29  | 29.9 | .450 | .431 | .773 | 4.1 | 1.6 | 1.0 | .3  | 15.0 |
| 2011-12  | L.A. Clippers | 63  | 63  | 29.7 | .407 | .358 | .813 | 3.7 | 1.2 | .8  | .1  | 12.0 |
| 2012-13  | L.A. Clippers | 78  | 78  | 24.1 | .424 | .388 | .833 | 2.9 | 1.0 | .7  | .1  | 10.4 |
| 2013-14  | Milwaukee     | 34  | 13  | 24.1 | .387 | .361 | .839 | 4.6 | 1.6 | .7  | .3  | 11.0 |
| 2013-14  | Oklahoma City | 22  | 0   | 27.2 | .409 | .441 | .842 | 3.2 | 1.2 | 1.1 | .3  | 9.7  |
| 2014-15  | Detroit       | 78  | 21  | 20.8 | .407 | .379 | .902 | 2.5 | 1.0 | .6  | .1  | 5.9  |
| 2015-16  | Sacramento    | 17  | 1   | 10.4 | .424 | .167 | .833 | 1.3 | 0.6 | .5  | .1  | 3.7  |
| Total    | Total         | 881 | 732 | 31.0 | .428 | .327 | .837 | 4.7 | 2.1 | 1.2 | .2  | 13.6 |
| All-Star | All-Star      | 1   | 0   | 16.0 | .143 | .000 | .000 | 4.0 | 1.0 | .0  | .0  | 2.0  |

### Playoffs
| Ano   | Equipe        | PJ | PT | MPP  | %TC  | %3P  | %TL   | RPP  | APP | ROB | TPP | PPP  |
| ----- | ------------- | -- | -- | ---- | ---- | ---- | ----- | ---- | --- | --- | --- | ---- |
| 2004  | Miami         | 13 | 13 | 39.3 | .386 | .182 | .825  | 8.5  | 2.4 | 2.2 | .5  | 12.8 |
| 2006  | Washington    | 6  | 6  | 43.7 | .416 | .214 | .828  | 10.5 | 2.7 | 2.0 | .7  | 18.5 |
| 2008  | Washington    | 6  | 6  | 41.0 | .460 | .238 | .871  | 5.7  | 3.8 | 1.8 | .2  | 18.7 |
| 2010  | Dallas        | 6  | 6  | 33.7 | .434 | .304 | .926  | 5.8  | 1.3 | 1.5 | .8  | 19.7 |
| 2012  | L.A. Clippers | 10 | 10 | 26.8 | .359 | .258 | .750  | 3.0  | 1.0 | .6  | .2  | 8.6  |
| 2013  | L.A. Clippers | 6  | 6  | 22.7 | .478 | .250 | 1.000 | 2.7  | .0  | .3  | .3  | 8.5  |
| 2014  | Oklahoma City | 17 | 2  | 23.8 | .333 | .368 | .800  | 3.2  | .9  | .2  | .1  | 6.5  |
| Total | Total         | 64 | 49 | 33.0 | .409 | .259 | .857  | 5.6  | 1.7 | 1.2 | .4  | 13.3 |